# IRAS 17163-3907
IRAS 17163-3907 – olbrzymia gwiazda typu hiperolbrzym, otoczona rozległą mgławicą protoplanetarną, znajdująca się w gwiazdozbiorze Skorpiona w odległości 13 000 lat świetlnych.
IRAS 17163-3907 należy do najrzadszego typu gwiazd – żółtych hiperolbrzymów. Do momentu ustalenia rozmiarów i typu gwiazdy V766 Centauri był to najbliższy Ziemi znany żółty hiperolbrzym. Gwiazda centralna jest otoczona przez wielki, pyłowy, podwójny pierścień, dzięki któremu otrzymała nazwę „jajko sadzone”. Zewnętrzny pierścień ma średnicę rzędu 10 000 j.a. Promień gwiazdy centralnej jest około 1000 razy większy niż promień Słońca, a świeci ona około 500 000 razy intensywniej od niego.
Gwiazda centralna odrzuciła masę czterokrotnie większą niż masa Słońca w ciągu zaledwie kilkuset ostatnich lat. Materia, która została odrzucona podczas tych wybuchów, uformowała ogromnych rozmiarów podwójny pierścień mgławicy, złożony z pyłów bogatych w krzemiany, zmieszanych z gazem. Intensywna aktywność gwiazdy wskazuje, że niedługo zakończy ona swoje życie w eksplozji, stając się kolejną supernową w Drodze Mlecznej.